# Кварта (интервал)
Ква́рта (лат. quarta «четвёртая») — музыкальный интервал. Название происходит из средневекового учения о контрапункте, где звук кварты описывался как четвёртый (quarta vox) от тенора (главного голоса, фундамента многоголосной музыки), считая по ступеням диатонического звукоряда вверх или вниз.

## Краткая характеристика
Кварта соответствует числовому отношению 4:3 или 3:4, со времён Античности указывавшему отношение всей струны монохорда к её отрезку величиной 3/4. В равномерно темперированном строе кварта равна {\displaystyle 2^{5/12}}, что ближе к «натуральной» величине, чем для других интервалов кроме октавы.

## Исторический очерк
В пифагорейской музыкальной теории кварта считалась — наряду с октавой и квинтой — совершенным консонансом. С появлением многоголосной музыки (в Европе с IX века) выяснилось, что в отличие от октавы и квинты кварта как «вертикальный» (гармонический) интервал звучит напряжённо и не даёт ожидаемого от консонанса психологического эффекта разрядки, покоя. По этой «психологической» причине кварта (квартоктава) в старомодальной гармонии (примерно X—XV века) никогда не использовалась в качестве ультимы каденции.
Положение дел в композиторской многоголосной музыке не изменилось и после того как обе терции окончательно были признаны консонансами (примерно с XVI века), а большое и малое трезвучия стали основной формой каденционной ультимы. В строгом стиле полифонии кварта трактовалась как диссонанс, который (как и прочие диссонансы) надлежало разрешить в консонанс (как правило, в большую или малую терцию).

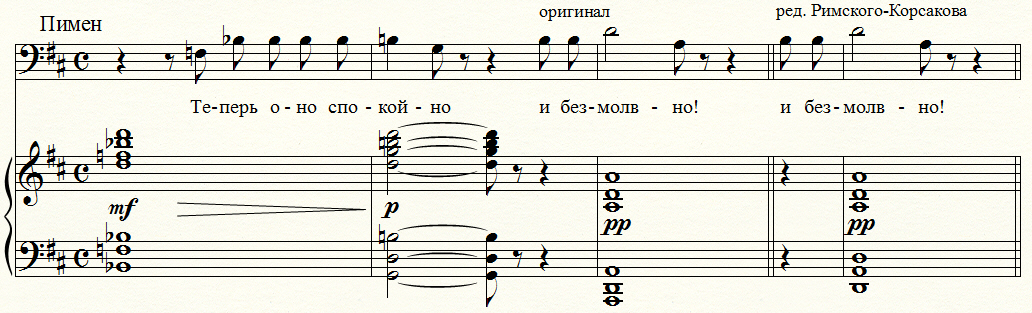
М. П. Мусоргский. Опера «Борис Годунов». Акт I. Монолог Пимена. Мусоргский намеренно использовал квартоктаву (на слове «безмолвно») на сильной доле такта, в качестве каденционной ультимы, ради эффекта архаики, дремучей старины (которую воплощает старец). Н. А. Римский-Корсаков истолковал эту колористическую находку как «неграмотность» композитора (поскольку кварта в басу без последующего разрешения в академическом контрапункте невозможна, «неправильна») и поменял её в своей редакции на «правильную» квинтоктаву.

В тональности классико-романтического типа (XVII—XIX века), оперирующей преимущественно терцовыми аккордами, любые аккорды, содержащие кварту над басовым голосом (например, квартсекстаккорд), трактуются как диссонансы и нуждаются в разрешении в консонанс. Такие аккорды в рамках классико-романтической тональности композиторы изредка использовали как специальное средство для создания эффекта архаики, для воплощения ирреальных (фантастических, сказочных) образов и т. п. (см. нотный пример).
Противоречие между устойчивой психологической (субъективной) интерпретацией кварты как диссонанса и её физическим (объективным) свойством консонанса (3-я и 4-я гармоники в натуральном звукоряде) на протяжении столетий составляло серьёзную проблему теории музыки. В 1930-х годах Пауль Хиндемит, например, «разрешил» это противоречие, введя понятие основного тона интервала. Согласно Хиндемиту, основной тон квинты располагается в основании интервала, и потому квинта воспринимается слухом как консонанс. У кварты же основной тон находится на вершине, и потому кварта воспринимается как диссонанс. Такого же объяснения придерживается в своём учебнике гармонии (1988) Ю. Н. Холопов.

## Кварта в элементарной теории музыки
В элементарной теории музыки (ЭТМ) различаются чистая (условное сокращение ч.4), увеличенная (ув.4) и уменьшённая (ум.4) кварты. На практике вместо термина «чистая кварта» зачастую говорят «кварта», без атрибутивных уточнений.
Уменьшённая кварта — интервал в четыре ступени (два тона). Энгармонически равна большой терции, обозначается ум. 4. Строится:
- В мажоре на II повышенной и на III (с участием VI гармонической) ступенях, в обоих случаях движением одного из голосов на полтона разрешается в малую терцию на III ступени.
- В миноре на I (с участием IV пониженной) и на VII гармонической ступенях, в обоих случаях движением одного из голосов на полтона разрешается в малую терцию на I ступени.

Существуют также ещё две пары уменьшённых кварт — на VI (с участием II пониженной) и IV повышенной (с участием VII мелодической в мажоре), на VI мелодической (с участием II пониженной) и IV повышенной (с участием VII натуральной) в миноре, однако они не могут быть разрешены с соблюдением правил голосоведения и не имеют явного ладового тяготения, и поэтому употребляются редко.
Увеличенная кварта — интервал в четыре ступени (три тона). Обозначается ув. 4, энгармонически равна уменьшённой квинте, является одной из разновидностей тритона. Чаще всего встречается увеличенная кварта, построенная на IV ступени мажора и гармонического минора (диатоническая). В обоих случаях она разрешается в сексту на III ступени (в мажоре эта секста малая, в миноре — большая). Этот интервал имеет особое значение, так как на его разрешение опирается вся мажоро-минорная система ладов. Строится:
- В мажоре
  - на I ступени (с участием IV повышенной)
  - на II пониженной ступени
  - на VI гармонической ступени
  - на VI натуральной ступени (с участием II повышенной)

Первые две кварты разрешаются в чистую квинту на I ступени, последние две — в большую сексту на V ступени
- В миноре
  - на I ступени (с участием IV повышенной) — разрешается в чистую квинту на I ступени
  - на II пониженной ступени — разрешается в чистую квинту на I ступени
  - на IV пониженной ступени (с участием VII натуральной) — разрешается в большую сексту на III ступени
  - на VI ступени — разрешается в малую сексту на V ступени

Ещё две увеличенных кварты — на VII мелодической ступени в мажоре и на III (с участием VI мелодической) в миноре — встречаются редко, не могут быть разрешены с соблюдением правил голосоведения и не имеют явного ладового тяготения.
Дважды увеличенная кварта — интервал в четыре ступени (три с половиной тона). Энгармонически равна чистой квинте, обозначается дв. ув. 4. В ладу существует только одна пара дважды увеличенных кварт: на VI гармонической ступени (с участием II повышенной) в мажоре и на IV пониженной (с участием VII гармонической). В обоих случаях расходящимся движением голосов дважды увеличенная кварта разрешается в большую сексту: в мажоре на V ступени, в миноре — на III.

## Звучание
- Чистая кварта

| C-F Восходящая последовательность Помощь по воспроизведению файла | C-G Нисходящая последовательность Помощь по воспроизведению файла |

- Тритон (увеличенная кварта)

| C-Fis Восходящая последовательность Помощь по воспроизведению файла | C-Ges нисходящая последовательность Помощь по воспроизведению файла |